# Знову Фатті
Знову Фатті (англ. Fatty Again) — американська короткометражна кінокомедія Роско Арбакла 1914 року.

## У ролях
- Роско «Товстун» Арбакл — Фатті
- Мінта Дарфі  — дочка власника
- Френк Опперман — власник пансіоната
- Філліс Аллен — дружина власника
- Воллес Макдональд — гість пансіоната
- Чарльз Мюррей — клієнт карнавалу
- Джесс Денді — голова карнавалу
- Біллі Беннетт — гість пансіоната
- Чарльз Беннетт — гість пансіоната
- Джо Бордо — листоноша